# Eirinikó
Eirinikó är en ort i Grekland.   Den ligger i prefekturen Nomós Kilkís och regionen Mellersta Makedonien, i den norra delen av landet, 400 km norr om huvudstaden Aten. Eirinikó ligger 216 meter över havet och antalet invånare är 155.
Terrängen runt Eirinikó är kuperad åt nordost, men åt sydväst är den platt. Runt Eirinikó är det ganska glesbefolkat, med 42 invånare per kvadratkilometer. Närmaste större samhälle är Polýkastro, 17,9 km sydväst om Eirinikó. Trakten runt Eirinikó består till största delen av jordbruksmark.